# Дејан Поповић (електротехничар)
Дејан Б. Поповић (Београд, 2. април 1950 — Београд, 4. октобар 2021) био је професор за област Биомедицинско инжењерство на Електротехничком факултету Универзитета у Београду. Дипломирао је 1974. а потом докторирао 1981. године на Електротехничком факултету тезом „Прилог синтези механизама за помоћ људима са функционалним оштећењима доњих екстремитета“. У звање редовног професора изабран је 1995. године.
Био је професор за област Рехабилитационо инжењерство на Универзитету Алборг у Данској од 1999. до 2014. године.. Сада је професор емеритус на Универзитету Алборг, Данска
Године 2009. изабран је за дописног члана Српске академије науке и уметности (САНУ), 2015. године за редовног члана САНУ. Од 2013. до 2019. године је био редовни члан Академије инжењерских наука Србије (АИНС). Такође, 2019. године изабран је за иностраног члана Словеначке академије знаности и уметности (САЗУ).
Професор Поповић је био ожењен Др Мирјаном Поповић, редовном професорком Електротехничког факултета Универзитета у Београду. Имао је две ћерке Ану Поповић-Бијелић и Машу Поповић и унуке Лазара и Матију Бијелић.